# 住吉駅 (JR西日本・神戸新交通)
住吉駅（すみよしえき）は、兵庫県神戸市東灘区住吉本町一丁目にある、西日本旅客鉄道（JR西日本）・神戸新交通の駅である。

## 乗り入れ路線
JR西日本の東海道本線と、神戸新交通の六甲アイランド線（愛称「六甲ライナー」）の2路線が乗り入れている。六甲アイランド線は当駅が始発駅である。
JR西日本の駅はアーバンネットワークエリア内であり、東海道本線は「JR神戸線」の路線愛称設定区間に含まれている。また特定都区市内制度における「神戸市内」エリアに属している。JR西日本の駅はICOCA、神戸新交通の駅はPiTaPa（スルッとKANSAI協議会）および各種「スルッとKANSAI」対応カードの利用エリアに含まれている。
JR西日本の駅にはJR-A57、神戸新交通の駅にはR01の駅番号が設定されている。

## 歴史
神戸駅 - 大阪駅間鉄道開業の20日後に駅は設けられた。開業当時の駅舎は、英国風の赤煉瓦を用いた駅舎であった。
駅開設当初は、駅南方には人家も多かったが北側には何もないという状況であった。しかし、駅の開設によって急速に発展し、住宅地が造成されるようになった。その後、1892年（明治25年）には駅設置に反対していた酒造家が、今度は貨物の積み下ろしに便利なよう南西側に移設して欲しいといった請願を行った。この結果、1912年（大正元年）に南よりの現在地に駅は移された。
1934年（昭和9年）7月20日に吹田駅 - 須磨駅間で電気運転が開始されたが、当初は当駅に電車が停車せず、9月20日になってようやく電車の停車駅になった。

### JR西日本
- 1874年（明治7年）6月1日：官設鉄道の西ノ宮駅（現在の西宮駅） - 三ノ宮駅間に新設開業[1][5]。旅客・貨物の取り扱いを開始[5]。
- 1895年（明治28年）4月1日：線路名称制定。東海道線（1909年より東海道本線）の所属となる。
- 1912年（大正元年）8月11日：南寄りに移転。
- 1923年（大正12年）：駅構内を拡張。
- 1926年（大正15年）11月：地下道が完成。
- 1938年（昭和13年）7月5日：阪神大水害が発生。駅構内が土砂や住宅の残骸などで埋まり、立往生中の急行列車が傾斜したまま泥土に埋没する被害[6]。
- 1984年（昭和59年）2月1日：貨物の取り扱いが廃止[5]。
- 1987年（昭和62年）4月1日：国鉄分割民営化により、JR西日本の駅となる[5]。
- 1988年（昭和63年）
  - 3月13日：路線愛称の制定により、「JR神戸線」の愛称を使用開始。
  - 4月14日：橋上駅舎が供用開始[7]。
- 1989年（平成元年）3月3日：ターミナルビルが完成[1]（リブ住吉開業）[8]。
- 1990年（平成2年）3月10日：ダイヤ改正に伴い、快速停車駅となる。
- 1995年（平成7年）
  - 1月17日：阪神・淡路大震災に伴い、営業休止[1]。
  - 2月8日：芦屋駅 - 当駅間で営業再開[1]。一時的に全列車終着駅になる[1]。
  - 4月1日：当駅 - 灘駅間で営業再開[1]。これにより、JR神戸線は全線で営業再開[1]。

- 1997年（平成9年）
  - 3月8日：JR神戸線標準接近メロディ「さざなみ」導入[9]。
  - 11月29日：自動改札機を設置し、供用開始[10]。
- 2002年（平成14年）7月29日：JR京都・神戸線運行管理システム導入[11]。
- 2003年（平成15年）
  - 11月1日：ICカード「ICOCA」の利用が可能となる。
  - 10月12日：改札内のエレベーターが供用開始。
- 2012年（平成24年）8月6日：ホームの上屋を延長。
- 2015年（平成27年）3月12日：入線警告音の見直しに伴い、接近メロディをJR神戸線標準接近メロディ「さざなみ」の音質見直し版に再び変更する[12]。
- 2018年（平成30年）3月17日：駅ナンバリングが導入され、使用を開始する[13]。

### 神戸新交通
- 1990年（平成2年）2月21日：六甲アイランド線の当駅 - マリンパーク駅間の全線開通と同時に神戸新交通の住吉駅が開業[2][14]。

### 阪神・淡路大震災による被害
JR西日本
1995年の阪神・淡路大震災により、盛り土式ホームの大阪寄りが倒壊し、神戸新交通の駅舎との接触で駅本屋外壁が破損するなどの被害を受けたが、橋上駅舎やホームの一部は使用可能な状態であった。震災発生と同時に、当駅を含む区間は運転見合わせとなった。
2月8日に、芦屋 - 当駅間の内側線が運転を再開し、当駅は一時的に大阪方面からの終端駅となった。代替バスや阪急御影駅（同年2月13日に復旧）との乗換駅ともなり、大幅な混雑が予想されることから、崩壊した大阪寄りホームの代替として仮設ホームを神戸寄りに延伸するとともに外側線上にホーム幅の拡張を行った。さらに、降車専用の改札口を上下ホームにそれぞれ設けることで混雑緩和を図った。線路設備面では、もともと折り返し設備のない当駅が終端駅となったため、駅大阪寄りにJR難波駅の地下化工事で使用するものを流用したシーサスクロッシングを挿入することとなった。混雑防止の点から乗降客分離が望ましいが、当駅神戸寄りは9‰の勾配となっていることや六甲道駅付近の高架橋被災の点から引き上げ線を設置する余裕がなかったためである。
当駅までの復旧により、各駅停車は当駅で折り返し運転を行った。同月14日に尼崎 - 芦屋間の外側線復旧以後は、当駅で各駅停車と新快速が折り返し運転を行うようになり、原則として2番のりばで各駅停車が、3番のりばで新快速が折り返す運用とした。同年4月1日、最後まで不通となっていた灘 - 当駅間が運転を再開した。
神戸新交通
2番線側橋桁が落下し、当駅東側の橋脚も傾斜するなどの被害を受けた。その後、8月23日に当駅 - 魚崎駅間が復旧し、全線復旧となった。これにより、神戸市内のロープウェイやケーブルカー以外の鉄道は全て復旧した。

## 駅構造

### JR西日本
島式ホーム2面4線（12両編成対応）を持つ地上駅であり、橋上駅舎を有している。分岐器や絶対信号機を持たないため、停留所に分類される。
JRの乗車券・定期券などで、券面の駅名が「（東）住吉」と表記されることがあるが、これは熊本県にある住吉駅（三角線）との区別のためである。（東）は東海道本線の東を指す。
直営駅（芦屋駅傘下の地区駅で駅長配置）。
トイレは改札内にある。

#### のりば
| のりば | 路線     | 行先                   | 備考                         |
| ------ | -------- | ---------------------- | ---------------------------- |
| 1      | JR神戸線 | 尼崎・大阪・京都方面   | 外側線を走行する朝の快速のみ |
| 2      | JR神戸線 | 尼崎・大阪・京都方面   |                              |
| 3      | JR神戸線 | 三ノ宮・明石・姫路方面 |                              |
| 4      | JR神戸線 | 三ノ宮・明石・姫路方面 | 外側線を走行する快速のみ     |

- 上表の路線名は旅客案内上の名称（愛称）で表記してある。

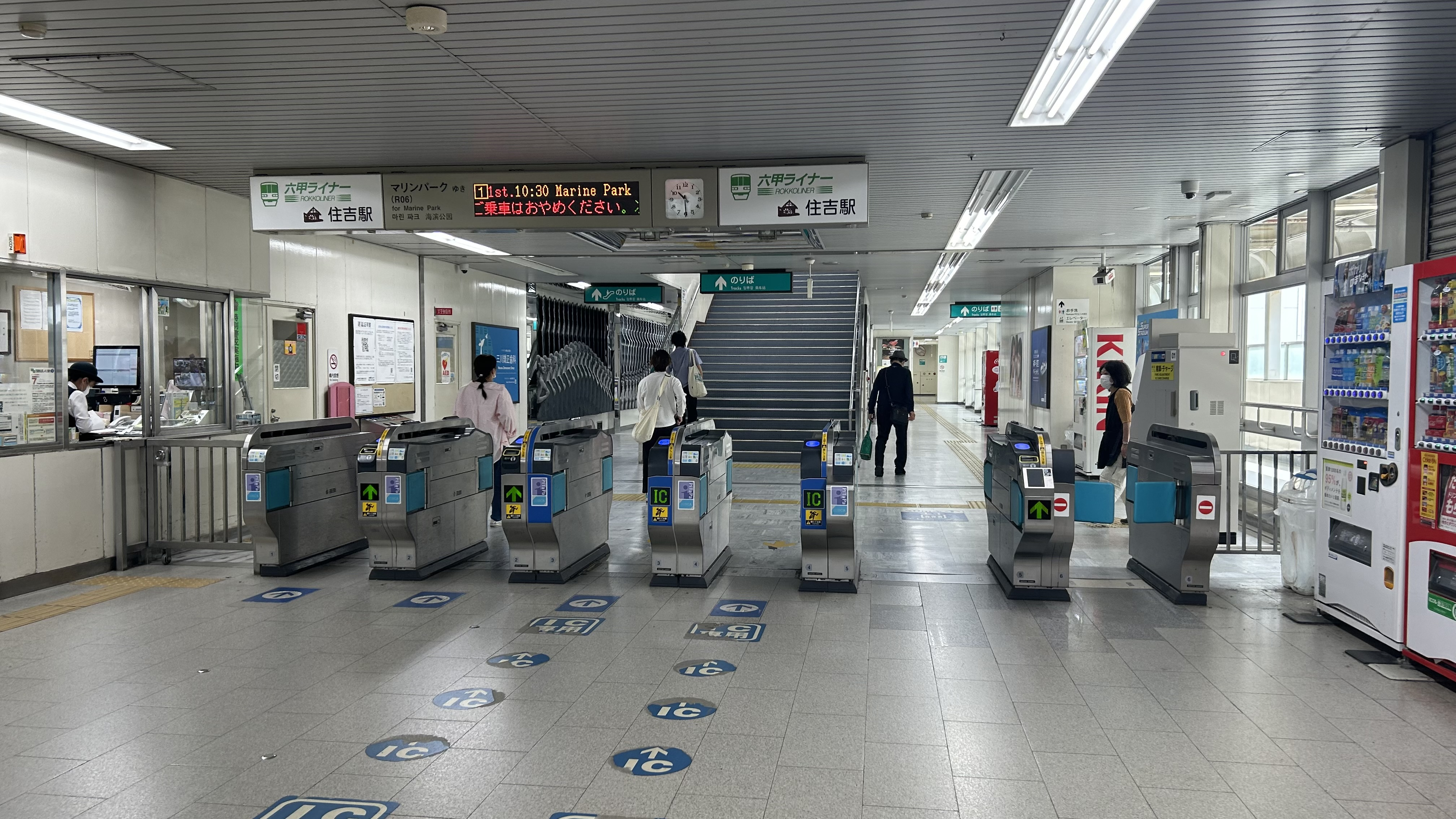
改札口
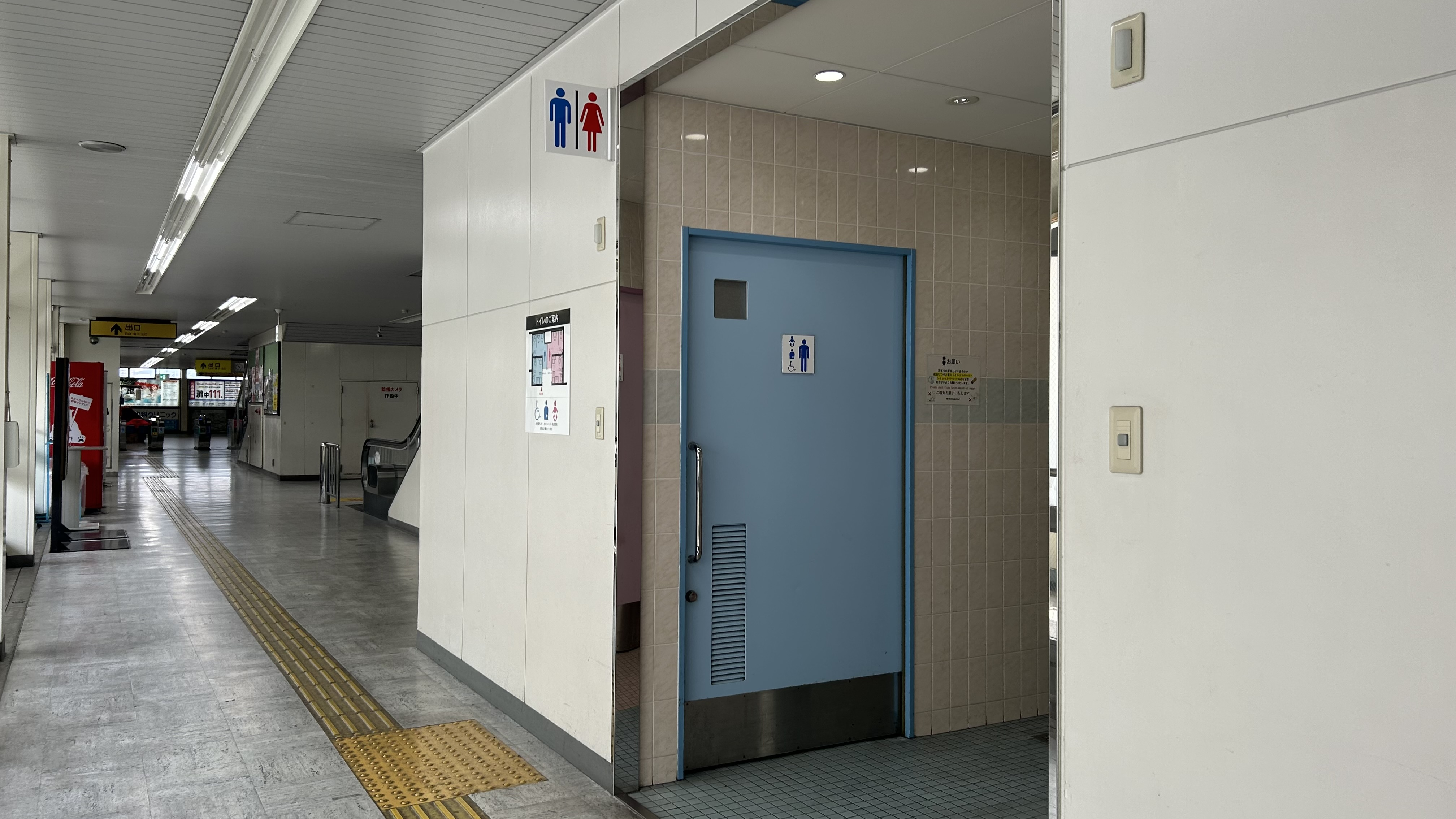
トイレ
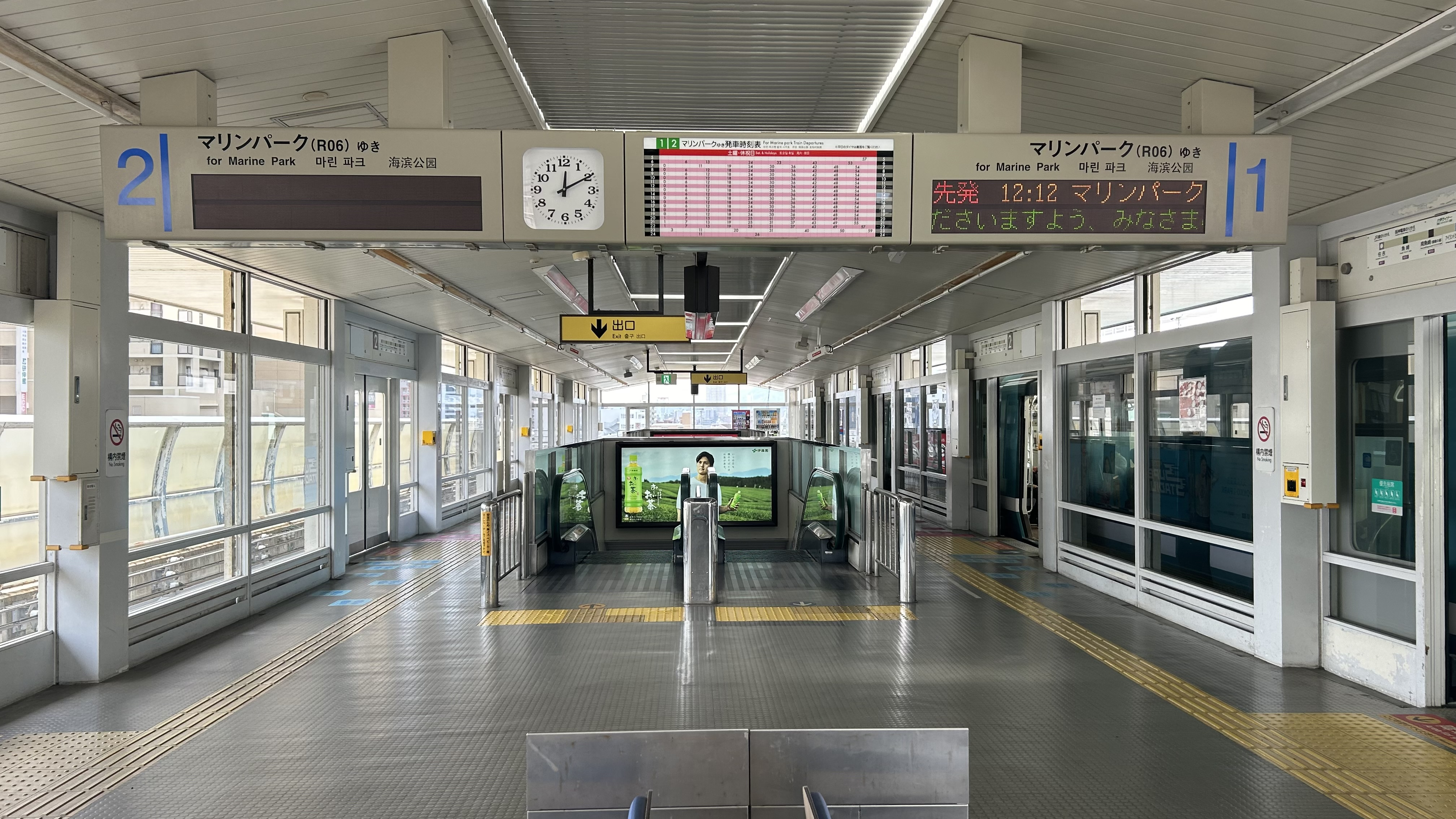
ホーム
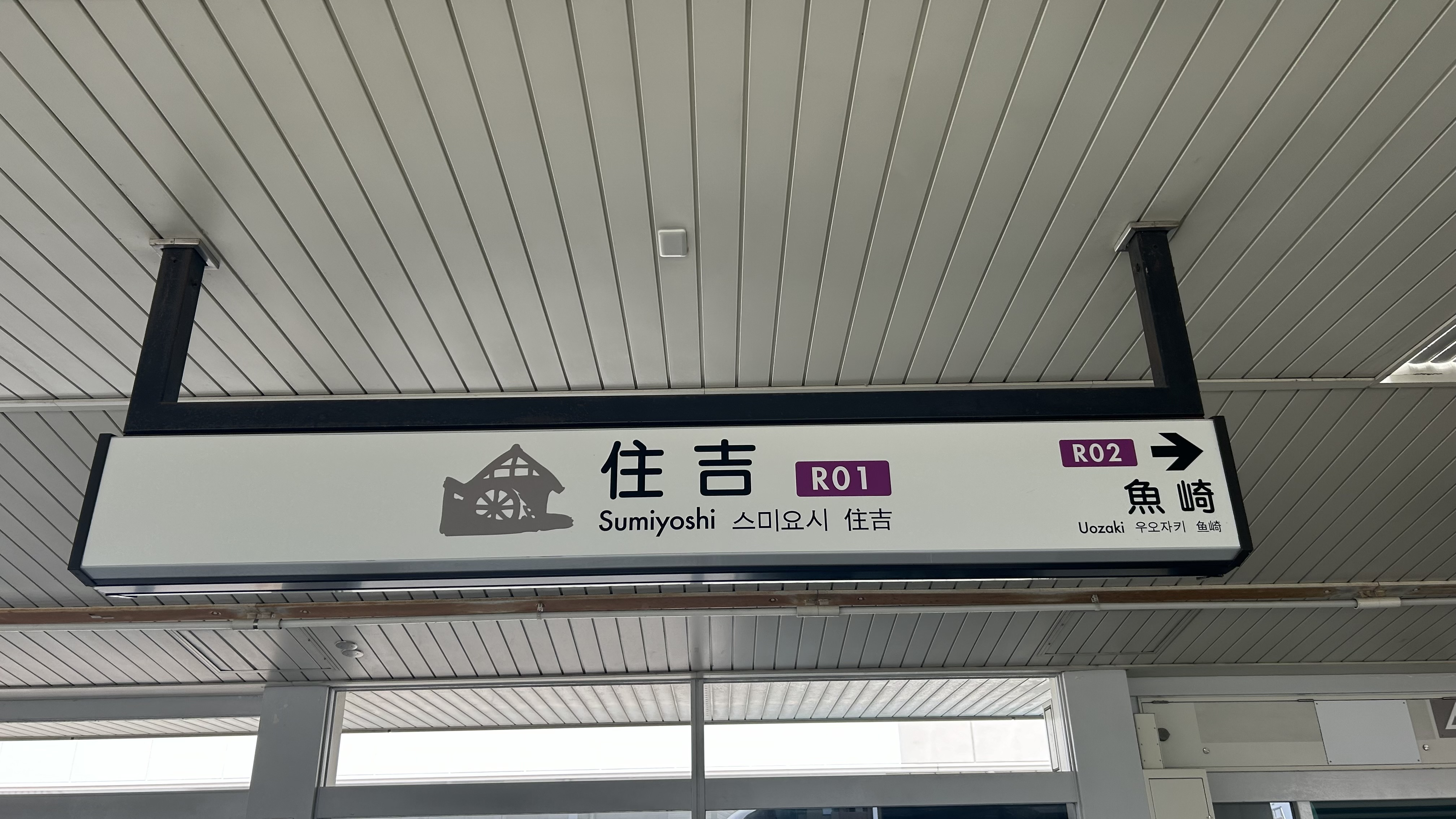
駅名標
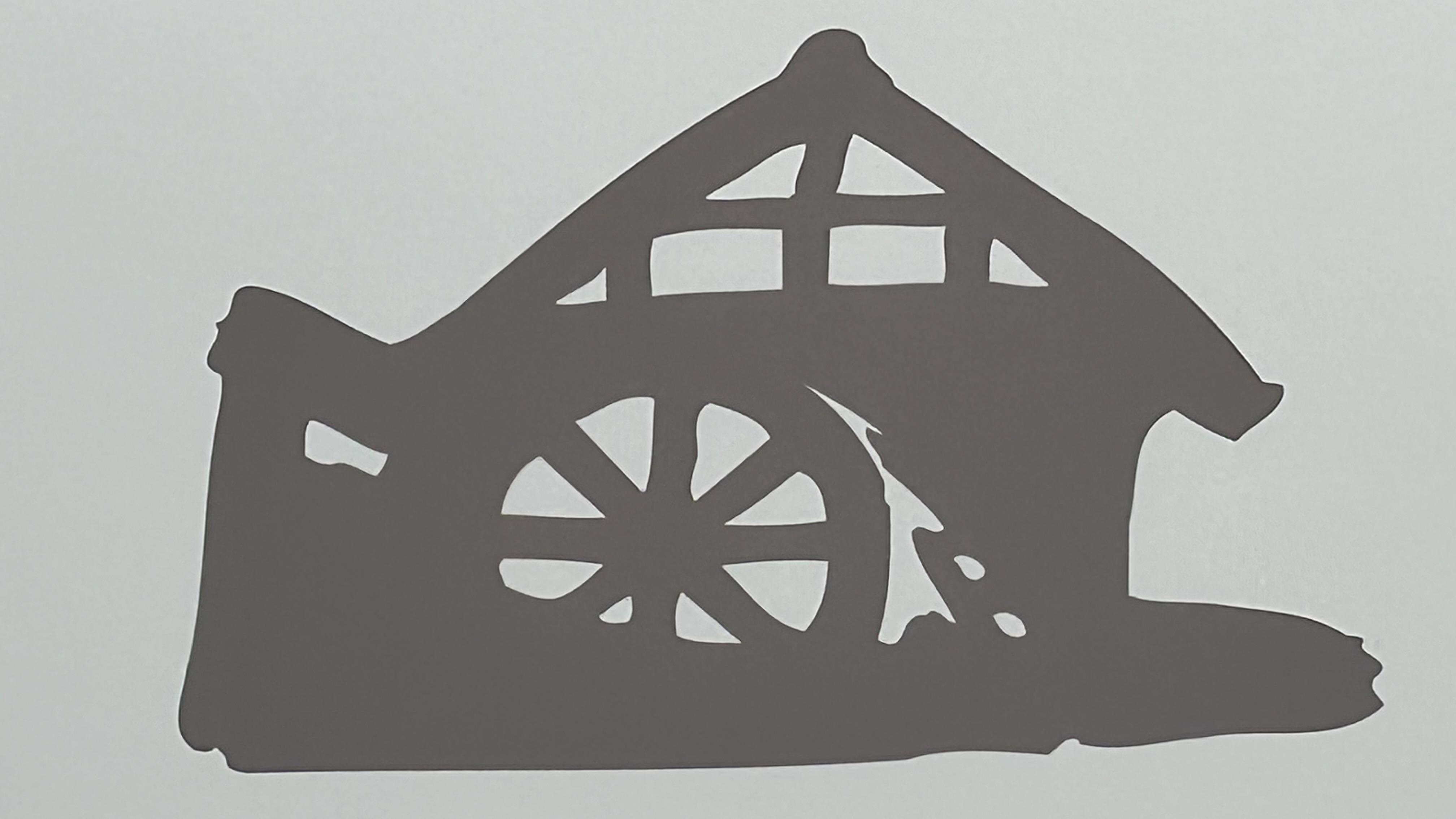
シンボルマーク
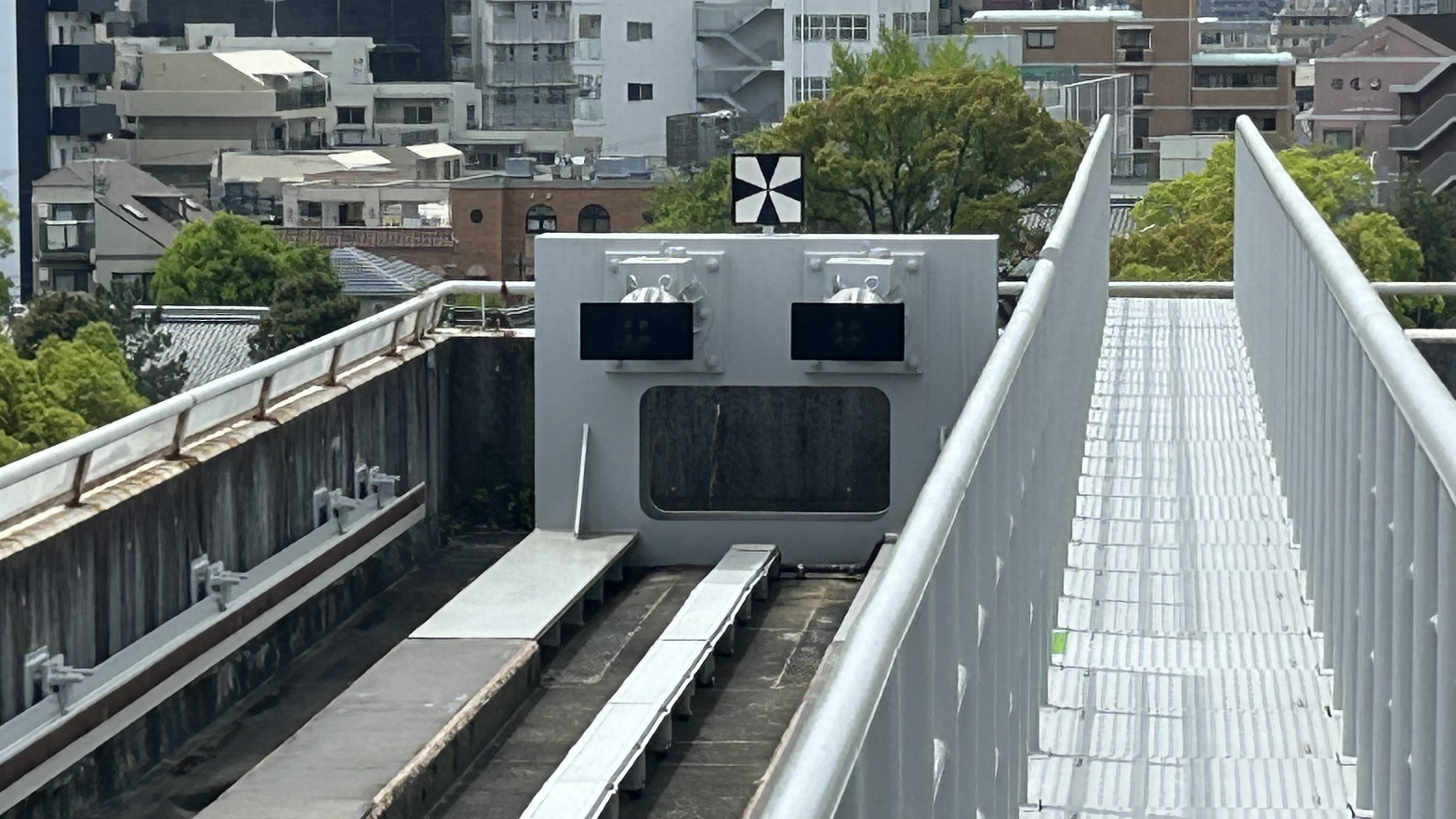
車止め

- 当駅に停車しない特急・新快速・貨物列車は、1・4番のりばを通過していく。停車列車は後述の列車を除き2・3番のりばに停車するため、1・4番のりばは停車列車のない時間帯はロープをかけている。
- 1番のりばに停車する大阪方面の列車は、外側線を走行する平日朝ラッシュ時のすべての快速と、土曜・休日ダイヤの朝の一部の快速のみである。
- 4番のりばに停車する三ノ宮・姫路方面の列車は、外側線を走行する平日の朝の快速のみで、土曜・休日ダイヤで4番のりばに停車する列車はない。

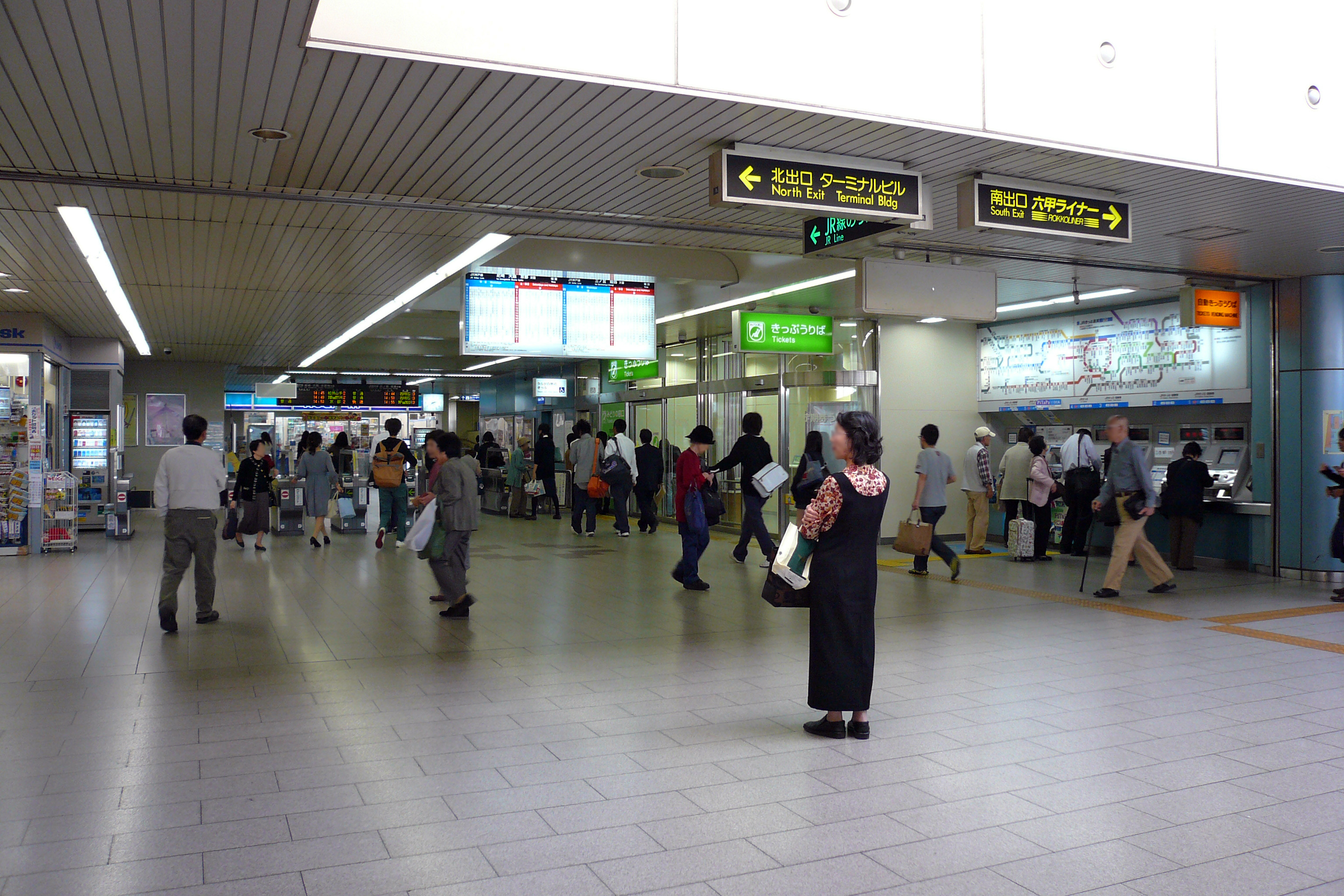
改札口
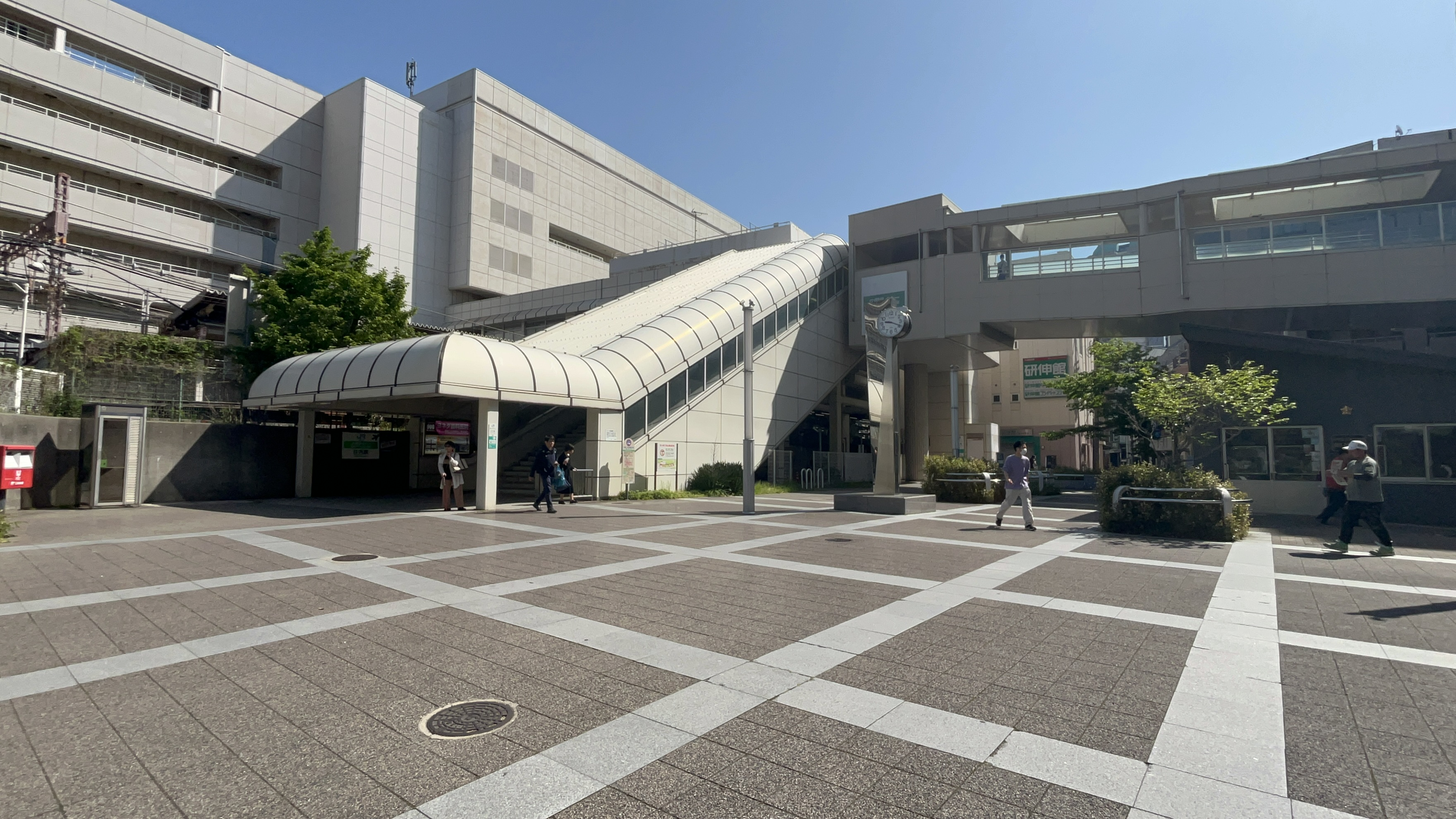
南口
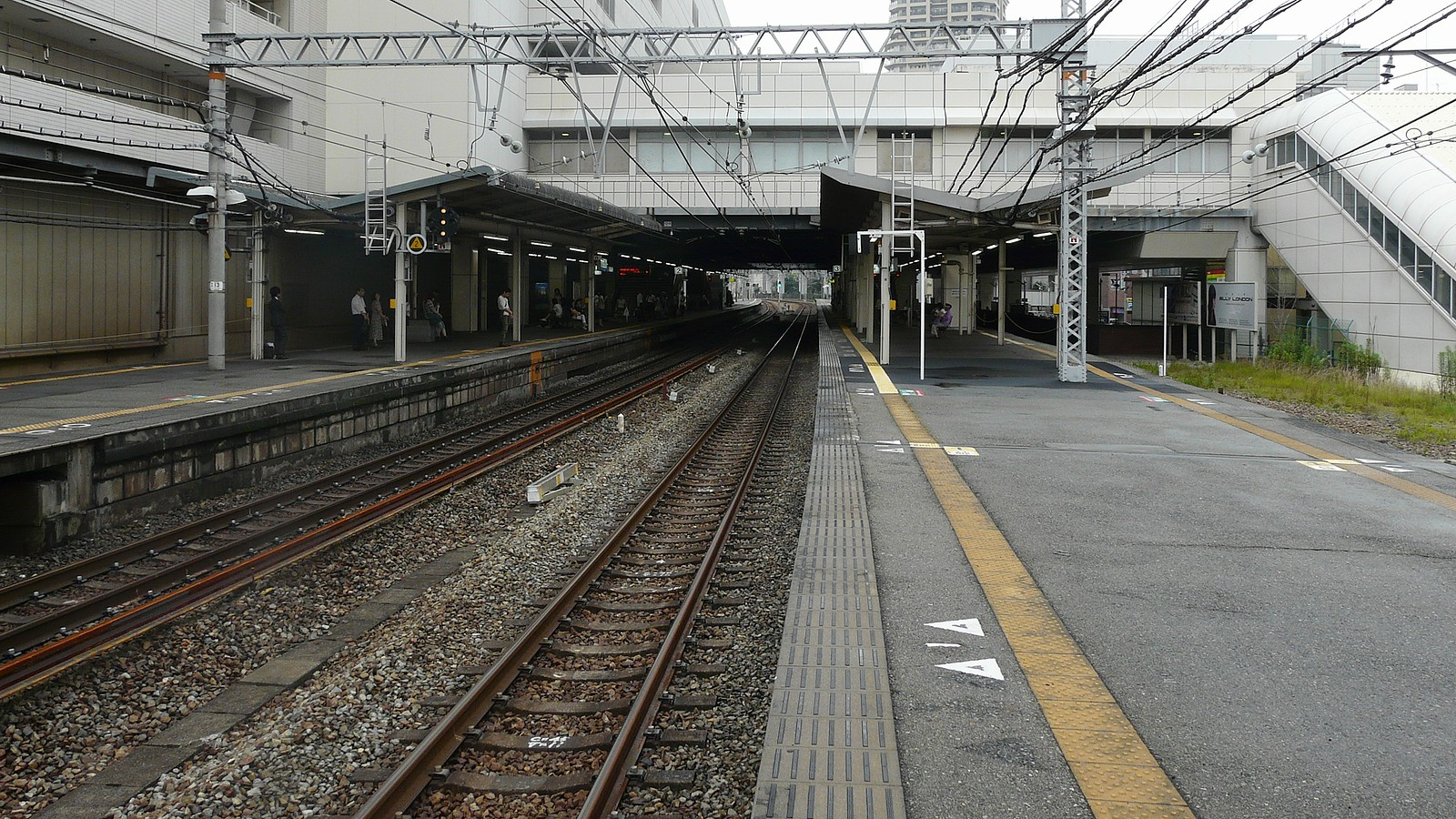
構内
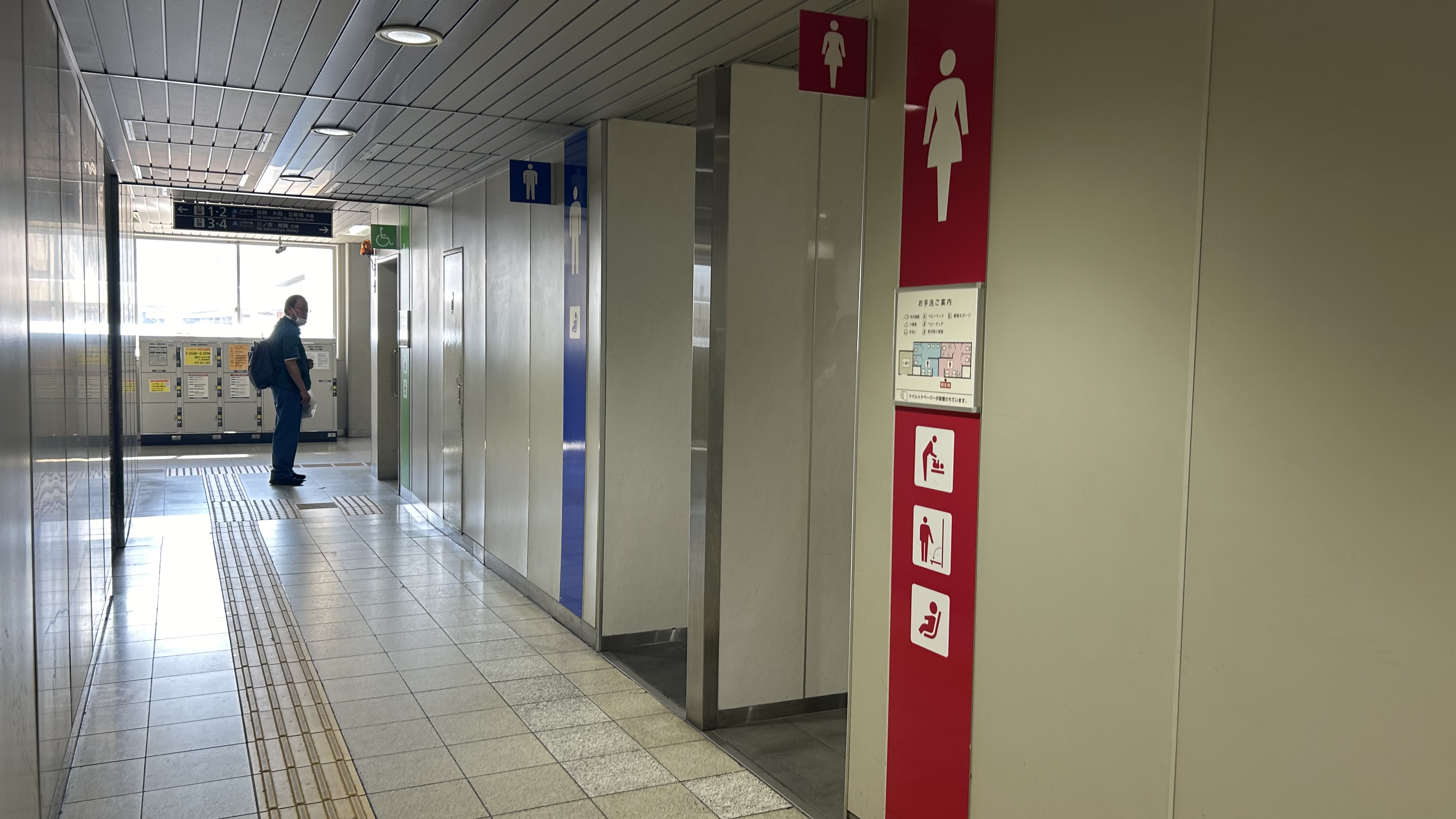
トイレ

### 神戸新交通
島式ホームを1面2線を持つ高架駅である。
トイレは改札階にある。
JR住吉駅改札口とは、両線の切符売り場などを挟んでほぼ真横に位置している。高架下の駐輪場（JR住吉駅4番線南側）には、当駅の歴史のパネルが展示されている。このパネルと当駅4番線の間にはレールを再利用した壁がある。

#### のりば
| 番線 | 路線           | 行先             |
| ---- | -------------- | ---------------- |
| 1・2 | ■ 六甲ライナー | マリンパーク方面 |

- 2番線は原則として平日朝ラッシュ時のみ使用する[2]。
- 上表の路線名は旅客案内上の名称（愛称）で表記してある。

- 改札口
- トイレ
- ホーム
- 駅名標
- シンボルマーク
- 車止め

## 利用状況

### 西日本旅客鉄道（JR西日本）
「データで見るJR西日本」によると、2023年度の1日平均乗車人員は32,001人で、これはJR西日本の駅の中では第22位である。また兵庫県内の同社の駅では6位、ならびにJR神戸線内の新快速通過駅では最も多く、停車駅の芦屋駅・西明石駅・加古川駅よりも利用客が多い。

### 神戸新交通（六甲ライナー）
「神戸市統計書」によると、2022年度の年間乗車人員は約4,496,000人で、一日平均乗車人員は12,318人となる。これは、六甲アイランド線内6駅中第1位であり、神戸新交通全線では三宮駅に次いで第2位となっている。
「神戸市統計書」（神戸市企画調整局総合計画課・編）及び「兵庫県統計書」によると、1日あたり乗車人員は以下の通りである。
| 年度   | 1日平均 乗車人員 | 1日平均 乗車人員 | 出典   |
| 年度   | JR西日本         | 六甲ライナー     | 出典   |
| ------ | ---------------- | ---------------- | ------ |
| 1999年 | 34,180           |                  | [ 25 ] |
| 2000年 | 34,600           |                  | [ 25 ] |
| 2001年 | 34,883           |                  | [ 25 ] |
| 2002年 | 35,049           |                  | [ 25 ] |
| 2003年 | 35,101           |                  | [ 25 ] |
| 2004年 | 35,351           |                  | [ 25 ] |
| 2005年 | 36,083           |                  | [ 25 ] |
| 2006年 | 36,527           |                  | [ 25 ] |
| 2007年 | 36,908           |                  | [ 25 ] |
| 2008年 | 36,882           | 12,893           | [ 26 ] |
| 2009年 | 35,565           | 13,288           | [ 26 ] |
| 2010年 | 35,164           | 12,986           | [ 26 ] |
| 2011年 | 34,727           | 12,676           | [ 27 ] |
| 2012年 | 34,715           | 12,521           | [ 27 ] |
| 2013年 | 35,096           | 12,438           | [ 27 ] |
| 2014年 | 34,547           | 12,715           | [ 27 ] |
| 2015年 | 35,663           | 13,132           | [ 28 ] |
| 2016年 | 35,979           | 13,238           | [ 28 ] |
| 2017年 | 36,075           | 13,348           | [ 28 ] |
| 2018年 | 35,843           | 13,499           | [ 28 ] |
| 2019年 | 35,612           | 13,577           | [ 29 ] |
| 2020年 | 29,169           | 10,732           | [ 29 ] |
| 2021年 | 29,781           | 11,562           | [ 29 ] |
| 2022年 | 31,539           | 12,318           | [ 29 ] |
| 2023年 | 32,001           |                  |        |

## 駅周辺
駅周辺には東灘区総合庁舎や、阪神・淡路大震災以後の都市再開発事業による商業ビル等が並び、東灘区の中心市街地として発展している。

### KiLaLa住吉
駅南側で再開発で誕生した複合商業施設。

### その他の周辺施設
- タクシー乗り場（駅北側・駅南側）
- バス乗り場（駅南側）
- 国道2号
- 山手幹線
- 東灘区総合庁舎（東灘区役所・東灘消防署（住吉駅の旧貨物取扱所跡地））
- 神戸市立東灘図書館
- 灘中学校・高等学校[1]
- 甲南小学校
- 甲南幼稚園
- 神戸市立住吉小学校
- 神戸市立住吉中学校
- 住吉川
- 本住吉神社
- 弓弦羽神社
- 東灘郵便局・神戸住吉郵便局
- リブ住吉
- 三井住友銀行住吉支店
- みなと銀行住吉支店
- 三菱UFJ銀行住吉支店
- コープこうべ本部
- 神戸住吉 ありまみち商店街
- 阪急御影駅（徒歩15分）

## バス路線

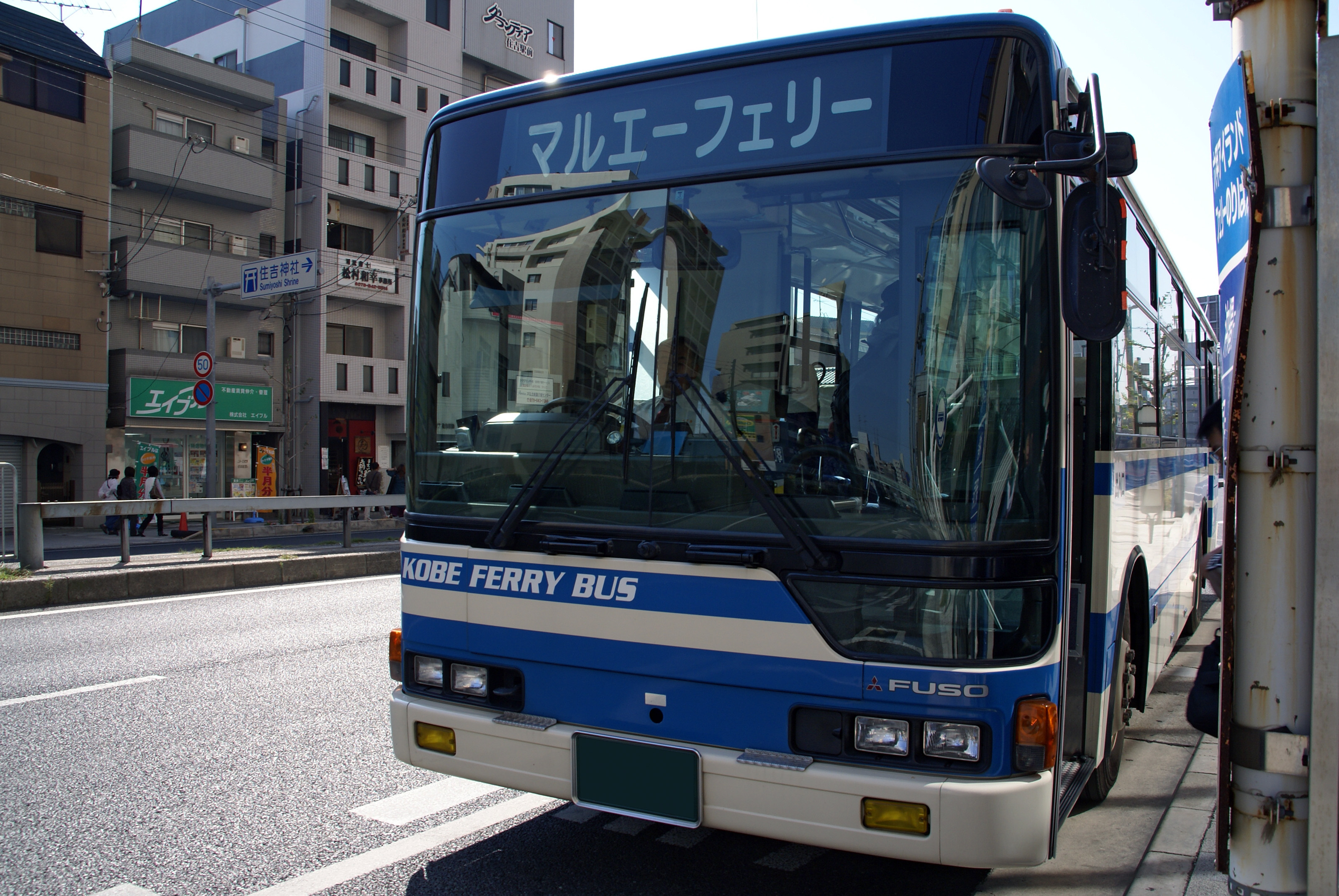
国道2号にある住吉駅バス停（神戸フェリーバス）

いずれのバス停も国道2号上にある。
神戸市バス
- 35 阪神御影南口方面
- 37B 阪急御影方面行
- 38 阪神御影方面行
- 39 鴨子ヶ原方面行
- 35 魚崎車庫前・魚崎浜町方面行
- 37A JR甲南山手方面行
- 38 渦森台方面行
- 39 阪神御影方面行

神戸フェリーバス
- 六甲アイランドフェリーターミナル行

阪神バス
- 阪神西宮 行（阪神バス）
- 三宮を経て神戸税関前行（阪神バス）

みなと観光バス
- 住吉台くるくるバス　エクセル東行き

## 隣の駅
西日本旅客鉄道（JR西日本）
 JR神戸線（東海道本線）
■新快速
通過
■快速
芦屋駅 (JR-A54) - 住吉駅 (JR-A57) - 六甲道駅 (JR-A58)
■普通（JR東西線・学研都市線内で区間快速となる列車を含む）
摂津本山駅 (JR-A56) - 住吉駅 (JR-A57) - 六甲道駅 (JR-A58)
神戸新交通
■六甲アイランド線（六甲ライナー）
住吉駅 (R01) - 魚崎駅 (R02)